# II Liga Portuguesa de Futebol Americano
A II Liga Portuguesa de Futebol Americano foi disputada no ano de 2011 entre os Porto Renegades, Altis Paredes Lumberjacks, Lisbon Casuals Crusaders e Lisboa Navigators e a equipa recém formada dos Maximinos Warriors. Os Galiza Black Towers voltaram a fazer parte desta II LPFA, novamente no papel de equipa convidada.

## Fase Regular
| Data              | Equipa visitante          | Resultado | Equipa visitada           |
| ----------------- | ------------------------- | --------- | ------------------------- |
| 9 Janeiro 2011    | Maximinos Warriors        | 20 - 45   | Galiza Black Towers       |
| 15 Janeiro 2011   | Altis Paredes Lumberjacks | 45 - 6    | Porto Renegades           |
| 23 Janeiro 2011   | Lisboa Navigators         | 57 - 12   | Lisbon Casuals Crusaders  |
| 30 Janeiro 2011   | Galiza Black Towers       | 7 - 34    | Altis Paredes Lumberjacks |
| 5 Fevereiro 2011  | Porto Renegades           | 6 - 97    | Lisboa Navigators         |
| 6 Fevereiro 2011  | Lisbon Casuals Crusaders  | 51 - 7    | Maximinos Warriors        |
| 13 Fevereiro 2011 | Lisboa Navigators         | 40 - 6    | Galiza Black Towers       |
| 20 Fevereiro 2011 | Maximinos Warriors        | 22 - 20   | Porto Renegades           |
| 26 Fevereiro 2011 | Altis Paredes Lumberjacks | 19 - 13   | Lisbon Casuals Crusaders  |
| 13 Março 2011     | Maximinos Warriors        | 0 - 85    | Lisboa Navigators         |
| 20 Março 2011     | Porto Renegades           | 6 - 45    | Galiza Black Towers       |
| 27 Março 2011     | Lisboa Navigators         | 30 - 12   | Altis Paredes Lumberjacks |
| 3 Abril 2011      | Galiza Black Towers       | 34 - 38   | Lisbon Casuals Crusaders  |
| 10 Abril 2011     | Porto Renegades           | 6 - 97    | Altis Paredes Lumberjacks |
| 17 Abril 2011     | Galiza Black Towers       | 41 - 21   | Maximinos Warriors        |
| 17 Abril 2011     | Lisbon Casuals Crusaders  | 7 - 64    | Lisboa Navigators         |
| 30 Abril 2011     | Lisbon Casuals Crusaders  | 26 - 6    | Porto Renegades           |
| 1 Maio 2011       | Altis Paredes Lumberjacks | 56 - 0    | Maximinos Warriors        |

Classificação
| Classificação | Equipa                    | Vitórias | Derrotas | Pontos marcados | Pontos sofridos |
| ------------- | ------------------------- | -------- | -------- | --------------- | --------------- |
| 1º            | Lisboa Navigators         | 6        | 0        | 333             | 43              |
| 2º            | Altis Paredes Lumberjacks | 5        | 1        | 263             | 62              |
| 3º            | Lisbon Casuals Crusaders  | 3        | 3        | 147             | 187             |
| 4º            | Galiza Black Towers       | 3        | 3        | 178             | 159             |
| 5º            | Maximinos Warriors        | 2        | 4        | 81              | 298             |
| 6º            | Porto Renegades           | 0        | 6        | 50              | 332             |

## Playoffs
| Ronda                     | Data         | Equipa visitante         | Resultado | Equipa visitada           |
| ------------------------- | ------------ | ------------------------ | --------- | ------------------------- |
| Playoff de acesso à final | 14 Maio 2011 | Galiza Black Towers      | 0 - 60    | Lisboa Navigators         |
| Playoff de acesso à final | 14 Maio 2011 | Lisbon Casuals Crusaders | 6 - 61    | Altis Paredes Lumberjacks |

| Ronda | Data         | Equipa visitante          | Resultado | Equipa visitada   |
| ----- | ------------ | ------------------------- | --------- | ----------------- |
| Final | 28 Maio 2011 | Altis Paredes Lumberjacks | 27 - 38   | Lisboa Navigators |

Os Lisboa Navigators revalidaram o título de campeões da Liga Portuguesa de Futebol Americano ao vencerem os Altis Paredes Lumberjacks, pelo segundo ano consecutivo no jogo decisivo. Com esta vitória e com mais um percurso invicto na fase regular, os Lisboa Navigators continuam sem perder um jogo oficial em território nacional e contra equipas portuguesas.
O MVP (Jogador Mais Valioso), e de uma forma oficial, da segunda grande final foi António Neves, jogador dos Altis Paredes Lumberjacks. A equipa revelação desta edição foi a jovem equipa dos Maximinos Warriors que em todos os jogos que entraram estiveram em excelente plano e com resultados nivelados, chegando inclusive a alcançar duas vitórias no seu ano de estreia e estando a um passo dos playoffs.